# Upsahl
 (septembre 2022).
La mise en forme du texte ne suit pas les recommandations de Wikipédia : il faut le « wikifier ».
Les points d'amélioration suivants sont les cas les plus fréquents :
- Les titres sont pré-formatés par le logiciel. Ils ne sont ni en capitales, ni en gras.
- Le texte ne doit pas être écrit en capitales (les noms de famille non plus), ni en gras, ni en italique, ni en « petit »…
- Le gras n'est utilisé que pour surligner le titre de l'article dans l'introduction, une seule fois.
- L'italique est rarement utilisé : mots en langue étrangère, titres d'œuvres, noms de bateaux, etc.
- Les citations ne sont pas en italique mais en corps de texte normal. Elles sont entourées par des guillemets français : « et ».
- Les listes à puces sont à éviter, des paragraphes rédigés étant largement préférés. Les tableaux sont à réserver à la présentation de données structurées (résultats, etc.).
- Les appels de note de bas de page (petits chiffres en exposant, introduits par l'outil «  Source ») sont à placer entre la fin de phrase et le point final[comme ça].
- Les liens internes (vers d'autres articles de Wikipédia) sont à choisir avec parcimonie. Créez des liens vers des articles approfondissant le sujet. Les termes génériques sans rapport avec le sujet sont à éviter, ainsi que les répétitions de liens vers un même terme.
- Les liens externes sont à placer uniquement dans une section « Liens externes », à la fin de l'article. Ces liens sont à choisir avec parcimonie suivant les règles définies. Si un lien sert de source à l'article, son insertion dans le texte est à faire par les notes de bas de page.
- La présentation des références doit suivre les conventions bibliographiques. Il est recommandé d'utiliser les modèles {{Ouvrage}}, {{Chapitre}}, {{Article}}, {{Lien web}} et/ou {{Bibliographie}}. Le mode d'édition visuel peut mettre en forme automatiquement les références.
- Insérer une infobox (cadre d'informations à droite) n'est pas obligatoire pour parachever la mise en page.

Pour une aide détaillée, merci de consulter Aide:Wikification.
Si vous pensez que ces points ont été résolus, vous pouvez retirer ce bandeau et améliorer la mise en forme d'un autre article.
Taylor Cameron Upsahl dite Upsahl, née le 28 novembre 1998 à Phoenix, est une chanteuse et compositrice américaine. Elle est notamment connue pour son single Drugs en 2019.

## Biographie

### Jeunesse
Née et élevée à Phoenix, en Arizona, Upsahl a commencé à jouer de la guitare et du piano à l'âge de 5 ans. Elle a fréquenté l'Arizona School for the Arts et a reçu une formation classique en piano, guitare et voix.[réf. souhaitée]

### Carrière
Upsahl a sorti un EP éponyme (sous le nom de Taylor Upsahl) à l'âge de 14 ans. En 2015, elle a écrit et autoproduit son premier album complet, Viscerotonic. En 2017, son troisième album est sorti, Unfamiliar Light.  Elle est rapidement devenue une favorite locale pour les tournées nationales à Phoenix. Upsahl a joué au McDowell Mountain Music Festival en 2017, en ouverture pour The Shins, Beck et Flume.
Upsahl a signé un contrat d'enregistrement avec Arista Records à l'été 2018. Elle a été la première artiste à signer sur le label nouvellement relancé.
Upsahl a sorti son premier single, Can You Hear Me Now, en 2017,. Le 8 mars 2019, elle a sorti son premier EP, Hindsight 20/20, avec son single, Drugs.
En 2020, Upsahl a sorti le single, 12345SEX. Cela a été suivi par les singles People I Don't Like et Money On My Mind, qui furent incluses sur son deuxième EP, Young Life Crisis. En 2021, elle sort les singles Douchebag, Melatonin, Time of my Life et Lunatic. Toutes les chansons sont présentées sur son premier album studio, Lady Jesus, qui est sorti le 8 octobre 2021.